# Peter Koech
Peter Koech (ur. 18 lutego 1958 w Kilibwoni w dystrykcie Nandi) – kenijski lekkoatleta (długodystansowiec), wicemistrz olimpijski z 1988 i były rekordzista świata.
Zdobył brązowy medal drużynowo na mistrzostwach świata w biegach przełajowych w 1981 w Madrycie. Indywidualnie zajął 24. miejsce.
Zdobył brązowy medal w biegu na 5000 metrów na igrzyskach Wspólnoty Narodów w 1982 w Brisbane, przegrywając tylko z reprezentantami Anglii Davidem Moorcroftem i Nickiem Rose, a w biegu na 10 000 metrów zajął 15. miejsce. 
Zdobył brązowy medal w biegu na 5000 metrów na igrzyskach afrykańskich w 1987 w Nairobi. Zajął 7. miejsce w biegu na 3000 metrów z przeszkodami na mistrzostwach świata w 1987 w Rzymie.
Na igrzyskach olimpijskich w 1988 w Seulu zdobył srebrny medal w tej konkurencji za swym rodakiem Juliusem Kariukim, a przed Markiem Rowlandem z Wielkiej Brytanii.
3 lutego 1989 w Sztokholmie ustanowił rekord świata w biegu na 3000 metrów z przeszkodami czasem 8:05,35, poprawiając wynik Henry’ego Rono sprzed 11 lat. Rekord ten przetrwał do 1992, kiedy poprawił go Moses Kiptanui.
Rekordy życiowe Koecha:
| Konkurencja                        | Data i miejsce            | Wynik    |
| ---------------------------------- | ------------------------- | -------- |
| bieg na 1500 metrów                | 27 czerwca 1986, Hengelo  | 3:35,67  |
| bieg na 2000 metrów                | 16 lipca 1987, Paryż      | 4:58,51  |
| bieg na 3000 metrów                | 17 lipca 1982, Londyn     | 7:39,09  |
| bieg na 2 mile                     | 20 sierpnia 1982, Londyn  | 8:17,05  |
| bieg na 5000 metrów                | 6 lipca 1982, Sztokholm   | 13:09,50 |
| bieg na 10 000 metrów              | 9 lipca 1982, Paryż       | 28:07,28 |
| bieg na 2000 metrów z przeszkodami | 30 czerwca 1988, Västerås | 5:27,91  |
| bieg na 3000 metrów z przeszkodami | 3 lipca 1989, Sztokholm   | 8:05,35  |
| bieg na 10 kilometrów              | 1 marca 1986, Phoenix     | 27:47    |
| bieg maratoński                    | 20 kwietnia 1998, Boston  | 2:18:02  |